# Lacikonyha

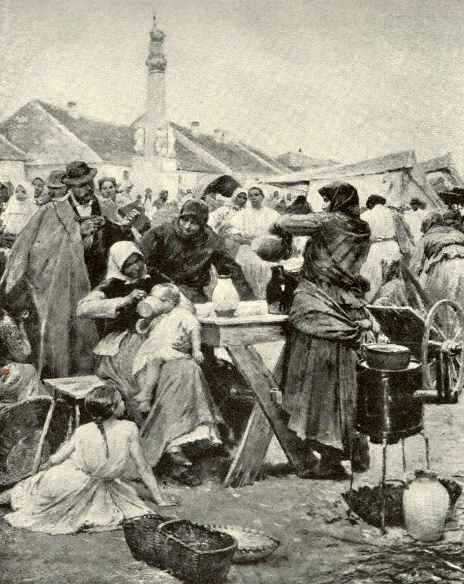
Deák-Ébner Lajos: Lacikonyha

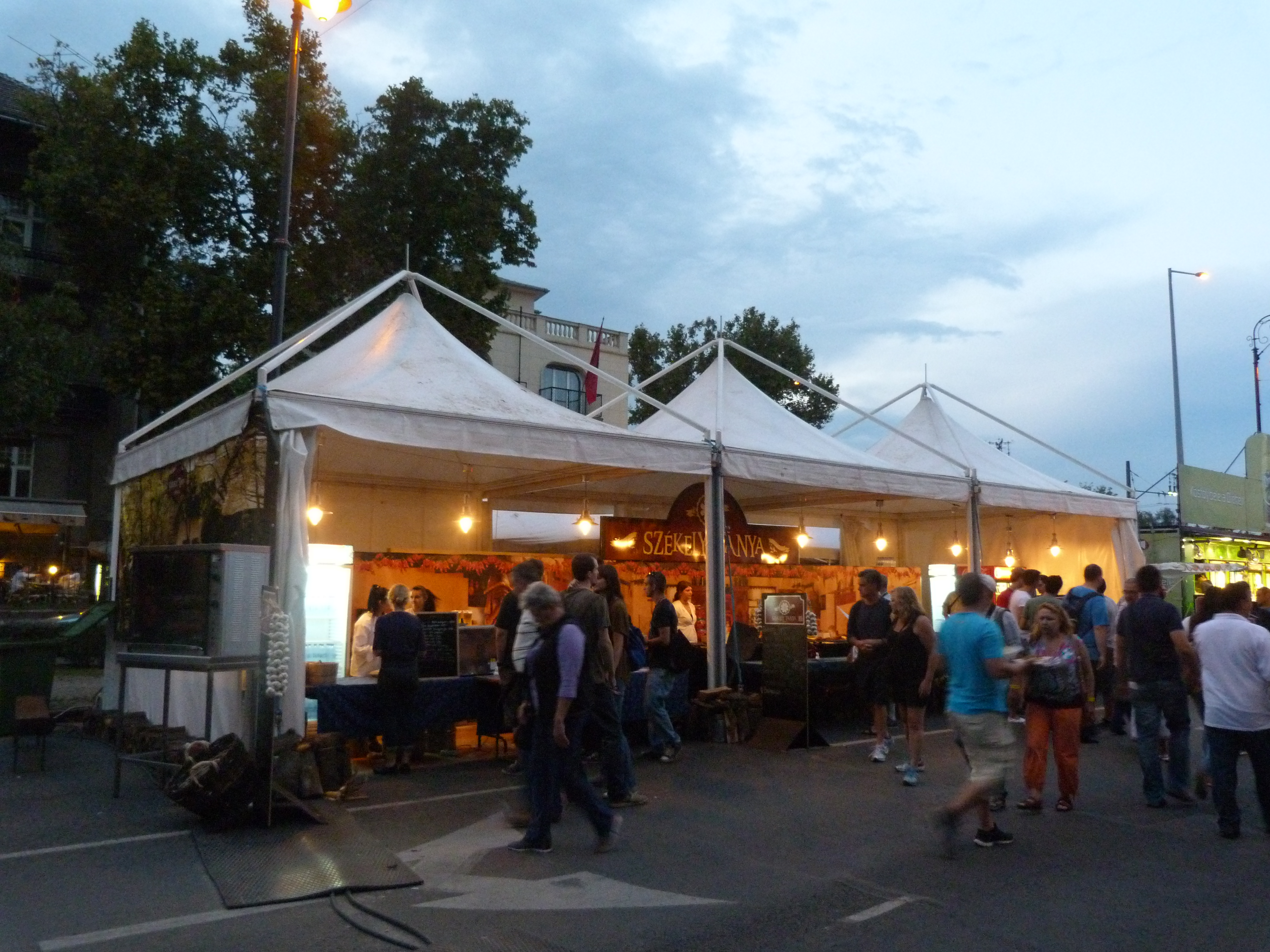
Székely lacikonyha az Andrássy úton

A lacikonyha szabad ég vagy sátor alatt működő – olykor állandó, máskor alkalmi, gyakran piaci – kifőzőhely. Szélesebb értelemben szegényes, olcsó, alsóbb rendű vendéglő.
Nevének eredete a 15. századra nyúlik vissza. Egyesek II. Ulászló nevével hozzák összefüggésbe, ugyanis állítólag a király annyira elszegényedett, hogy konyháját az utcai kifőzdékből látták el. Ez azonban nem igaz, Ulászló udvartartása fényűző volt, a kifejezés eredetének sokkal hitelesebb magyarázata, hogy régebben a vidéki háztartásokban László-naptól (június 27.) kezdve kihelyezték a konyhát a házból a szabad ég alá (nyárikonyha).
A korabeli, soknemzetiségű Pest minden szegény embere a lacikonyhán találkozott, ha engedte ideje. A tudósítások szerint a magyarok főleg sült húst, a szlovákok kását, krumplilevest, a németek tésztát, a cigányok pedig pacalt fogyasztottak leginkább. Az 1850-es években Pesten huszonhat lacikonyha működött, 16 keresztény, 10 pedig zsidó tulajdonban. A zömük a Szénapiacon vagy a Duna-parton volt.
A lacikonyhák világa gyakran jelenik meg a sajtóban, a szépirodalomban és a képzőművészetben is.
Mindjárt elől víg tűz szikrája pattog,
Táncos betyárok érc tenyere csattog;
Sistereg a zsír, kolbász, pecsenye,
Éhes gyomornak bűbájos zene.
(Arany János: A lacikonyha)